# Anne Moll (Fußballspielerin)
Anne Muriel Zoé Moll (* 6. April 2005 in Mönchengladbach) ist eine deutsche Fußballspielerin, die seit dem 1. Juli 2022 Vertragsspielerin des Bundesligisten Bayer 04 Leverkusen ist.

## Karriere

### Vereine
Über die Jugendvereine am linken Niederrhein, Rheydter SV, Blau-Weiß Concordia Viersen, TuS 1860 Wickrath, SV Rot Weiß Hockstein und TSV Meerbusch gelangte Moll nach Leverkusen; sie wurde zur Saison 2022/23 vom Bundesligisten Bayer 04 Leverkusen verpflichtet, für deren Zweite Mannschaft sie in der drittklassigen Regionalliga West 14 Punktspiele bestritt. Ihr Debüt im Seniorinnenbereich gab sie am 28. August 2022 (1. Spieltag) beim 3:3-Unentschieden im Auswärtsspiel gegen die SGS Essen II. Am 28. Mai 2023 (22. Spieltag) wurde sie beim 2:0-Sieg im Auswärtsspiel gegen Werder Bremen mit Einwechslung für Anna Klink – die ihr letztes Pflichtspiel für den Verein bestritt – mit 16 Minuten Bundesligaspielzeit belohnt.

### Nationalmannschaft
Moll debütierte als Nationalspielerin in der U15-Nationalmannschaft, die am 23. Oktober 2019 in Büsingen am Hochrhein das in Freundschaft ausgetragene Länderspiel gegen die Schweizer U15-Nationalmannschaft mit 5:0 gewann. Ein weiteres Länderspiel in dieser Altersklasse hatte sie am 4. Dezember 2019 in Tubize beim 3:1-Sieg über die U15-Nationalmannschaft Belgiens.
Am 21. Februar 2022 hütete sie das Tor der U17-Nationalmannschaft beim 5:1-Sieg über die U17-Nationalmannschaft Dänemarks in Flensburg.
Moll stand im Kader für die U19-Europameisterschaft 2023. Sie wurde in der Vorrundenpartie gegen die Niederlande eingesetzt.

## Erfolge
- Finalist U19-Europameisterschaft 2023